# Kaliber 44
Kaliber 44 – polski zespół wykonujący szeroko pojętą muzykę hip-hopową, zaliczany do pionierów oraz najważniejszych przedstawicieli gatunku w Polsce. Powstał na początku lat dziewięćdziesiątych w Katowicach, a jego obecnymi członkami są Marcin „AbradAb” Marten oraz Michał „Eprom” Baj. Na przestrzeni lat formację współtworzyli również Michał „Joka” Marten, Piotr „Magik” Łuszcz,  Sebastian „DJ Feel-X” Filiks, Rafał „Jajonasz” Łukaszczyk i Rafał „Gano” Wywioł.
Z dorobkiem ponad pół miliona sprzedanych płyt należy do najpopularniejszych zespołów hip-hopowych w historii polskiego rynku muzycznego. K44 nagrodzono Fryderykiem za album 3:44, oraz nominowano do nagrody pięciokrotnie.

## Historia

### Początki i dema
Historia Kalibra 44 zaczęła się w 1991 roku, gdy dwaj zafascynowani nieznanym szerzej w Polsce hip-hopem szkolni przyjaciele, Piotr Łuszcz i Rafał Łukaszczyk zaczęli tworzyć pierwsze amatorskie nagrania jako Young Rappers. Za sprawą swoich zainteresowań chłopcy zakolegowali się z Marcinem Martenem i zdecydowali się działać wspólnie. On z kolei zainteresował zespołem swojego brata, Michała. Formacja, która narodziła się w ten sposób nosiła liczne nazwy jak Trójkąt Prawdy, Triangle of the Truth, V3 czy Ułamek Tarcia.
Ostatecznie, w 1993 roku wspólne muzykowanie dało początek projektowi nazwanemu Kaliber 44. Ich bity tworzone były na komputerze Commodore 64.
Młodzi raperzy nadali sobie pseudonimy: Łuszcz został „Magiem Magikiem I” (ostatecznie skrócone do „Magik”), Łukaszczyk „Jajonaszem”, Marcin Marten „Lordem MM Dabem” (później „AbradAb”), a Michał „Ś.P. Bratem Joką” (później „Joka”). W jednym z wywiadów muzycy przyznali, że ich pseudonimy to spolszczenia pierwszych, anglojęzycznych ksyw wymyślanych w bardzo młodym wieku. „AbradAb” vel „Dab” wzięło się od „MM” (wymawiane jako Double M), a „Joka” pochodziło od „Joker”. „Magik” vel „Mag” zapoczątkowało „Magnum”.
Przez pewien okres członkiem grupy był również Rafał Wywioł zwany „Ganem”. Jest on autorem nazwy „Kaliber 44”. Przyjęła się w 1993 roku. Wbrew powszechnej opinii, zbieżność z mickiewiczowskim „Czterdzieści i cztery” stanowiła przypadek.
Wraz z intensyfikacją działań Kalibra zmniejszało się zaangażowanie Jajonasza w działalność zespołu. Jako jeden z pierwszych raperów w Polsce zaczął on wykonywać freestyle i wkrótce też skupił się tej formie aktywności. Mimo to nadal angażował się w tworzenie muzyki grupy, pozostawał z nią w bliskich relacjach, bywał też określany mianem członka (np. w późniejszym gościnnym występie Kalibra na albumie Centrum WYP3), a jego zdjęcie znalazło się nawet na okładce debiutanckiego albumu formacji wraz z resztą zespołu.
W wywiadzie przytoczonym w książce Historia kultury hip-hop w Polsce Łukaszczyk wspomniał, że gdy zaczynał z Magikiem nagrywać, oprócz niego, AbradAba, Joki i Gana nie znał nikogo innego, kto słuchałby hip-hopu.
Z początku młodzi raperzy ulegli fascynacji gangsta rapem, prędko jednak porzucili próby kopiowania tej estetyki i starali się znaleźć własną drogę muzyczną. Próbowali swoich sił między innymi z anglojęzycznymi tekstami i muzyką opartą na gitarowych riffach. Koniec końców eksperymenty doprowadziły do wykreowania przez nich własnego mikrogatunku, który nazywali „hardcore psychorap”. Był on swoistą fuzją horrorcore’u i muzyki psychodelicznej. Silną inspirację dla jego warstwy tekstowej stanowił polski romantyzm, a także literatura fantastyczna i używana przez raperów marihuana. Muzycy K44 w ogóle nie uważali psychorapu za hip-hop, lecz za osobny twór, co też skutkowało rezerwą z jaką podchodziła do nich bardziej ortodoksyjna część środowiska hip-hopowego. Teksty K44 skupiały się w tamtym okresie na podkreśleniu negatywnych stron świata, celem zwrócenia uwagi słuchacza na liczne problemy. Zespół celowo stronił od tematyki pozytywnej, zwłaszcza zabawy.
W rozmowie z portalem silesiahh.pl rodzice Magika, zapytani o początki kariery muzycznej ich syna oraz jego zespołu, odpowiedzieli:

Znaczy najpierw to ja dostrzegłem, że z kolegą zza winkla jak to się mówi – na niego mówili Jajo. Z nim najpierw zaczęli coś robił. (…) Później na pewno jak już teraz wiadomo przyszedł Dab z Joką. I tak w trójkę, bo pamiętam, że ten Jajo po prostu… Piotrek go chciał dołączyć do zespołu, niemniej nie byli bardzo za tym pozostali. (…) Zbierali się i każdy przynosił jakieś swoje zwrotki, jakieś materiały, natomiast z tego co wiem to pierwsze takty do tego to robił Piotrek, bo chociaż na tak marnym sprzęcie to próbował na tym Commodore tą muzykę jakoś tam robić. Jak wydali płytę Kaliber 44 to wtedy Piotrek już kupił sobie za pierwsze pieniądze, pamiętam bardzo dużo wtedy wydał, bo było to pięć tysięcy to kupił sobie ten w tym czasie najnowszy, najlepszy komputer.

Pierwsze demo (jeszcze jako Trójkąt Prawdy) muzycy wydali około 1992 roku (choć data ta jest niepewna). Wiadomo, że kaseta zatytułowana Triangle of the Truth zawierała pięć utworów. Jedynym znanym pozostaje pierwsza wersja utworu „Usłysz mój głos”, który znalazł się na debiucie fonograficznym K44.
Pierwszy koncert zespołu odbył się dość spontanicznie. Podczas koncertu w Jastrzębiu-Zdroju członkowie zaprzyjaźnionej z Kalibrem grupy Frontside zaprosili ich na scenę, by ci zaczęli rapować do ich muzyki. Współpraca kontynuowana była podczas wspólnych prób obu kapel.

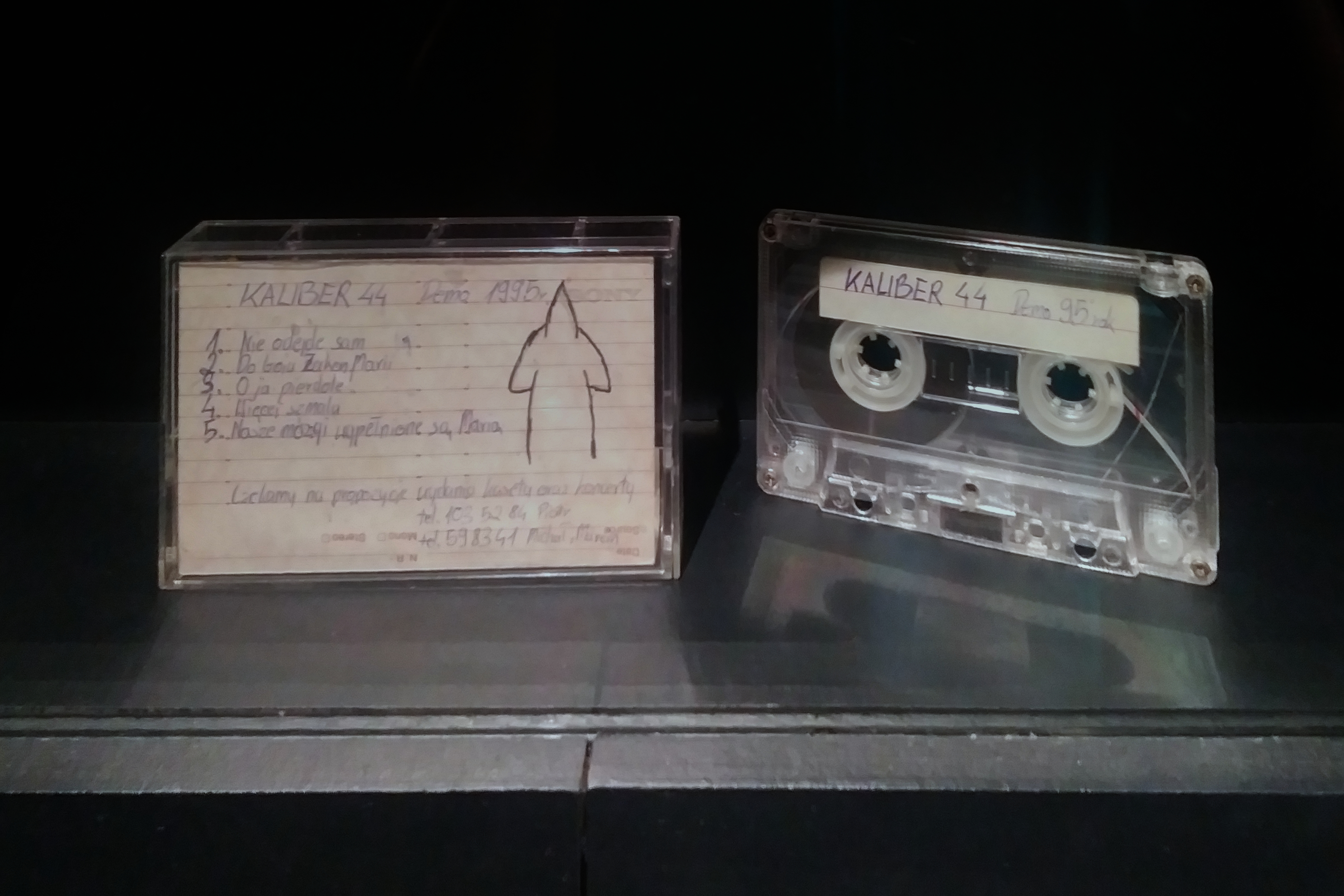
Jeden z zachowanych egzemplarzy kasety Demo 1995r. Kalibra jako eksponat na wystawie autorstwa Szymona Kobylarza pt. „Zajawka. Śląski hip-hop 1993-2003.” w Muzeum Śląskim w Katowicach

W 1994 roku jako Kaliber 44 Joka, Magik i AbradAb nagrali swoje pierwsze poważne demo, kasetę Usłysz nasze demo. Utwory młodych twórców trafiły m.in. do zorientowanej na muzykę rockową i heavymetalową wytwórni Metal Mind Productions, która odrzuciła materiał.
W międzyczasie zespół stopniowo zdobywał rozpoznawalność w polskim środowisku hip-hopowym jeszcze przed wydaniem pełnoprawnej płyty za sprawą sprawnego rozprowadzania i kopiowania kaset demo w drugim obiegu. Magikowi, Joce, Abrdabowi i Jajonaszowi udało się również wystąpić w 1995 roku u boku będącego ówcześnie gwiazdą Piotra „Liroya” Marca na jego pierwszym koncercie w Katowicach. Sam Liroy wspominał, że był zachwycony muzyką Kalibra i nawet zasugerował swojej wytwórni BMG Poland utworzenie małej filii zajmującej się utalentowanymi, niepasującymi do głównego nurtu artystami, lecz firmy miała nie przekonać jego argumentacja. Również w 1995 roku K44 z Ganem w składzie wystąpili w filmie dokumentnym o polskim hip-hopie zatytułowanym Kielce – Czyli Polski Bronx.
W 1995 roku powstało kolejne wydane własnym nakładem demo K44 zatytułowane Demo 1995r. (pisownia oryginalna). Na obu kasetach znalazły się utwory, których wersje nigdy nie ukazały się legalnie: „Czadu (I jeszcze coś)”, „Więcej szmalu 1”, „Nie odejdę sam”, „Hardcore”, „O ja pierdolę” i „Dzikie dzieciaki”, reszta została ponownie nagrana na potrzeby debiutanckiego albumu. Do egzemplarzy wydawnictwa muzycy dołączali odręcznie napisany list, w którym opisywali historię zespołu oraz przedstawiali swoje założenia artystyczne, czy wręcz kreślili swój manifest ideowy. Brzmiał on (w pisowni oryginalnej):

Sprawdź to!
Już plemniki naszych ojców były raperami, dlatego kochamy tą muzykę i jesteśmy tą muzyką. W 6–7 klasie szkoły podstawowej (lata 1990–92) założyliśmy pierwszą grupę – Young Rappers później V-3, była to jednak nieudana próba stworzenia czegoś na co nie mieliśmy warunków. Później powstał Triangle of the Truth (Dab, Joka, Mag) muzykę tworzyliśmy na prymitywnym C-64 więc nie miało to przyszłości. Następnie doszedł do nas VDMW (Gan) i tak oto był Triangle of the Truth & VDMW.
W naszej grupie pojawiła się AMIGA – komputer amatorski, ale dźwięk jego bliski jest profesjonalnemu. Wkrótce jednak grupa rozpadła się a na jej miejsce powstał Ułamek Tarcia. Był też moment w którym z tłumaczeniem angielskim poprzedniej nazwy prubowaliśmy rapować w tym właśnie języku.
Zespół stanoł w miejscu, głównie z powodu muzyki do momentu gdy jako KALIBER 44 (1993-XI-30) przyjeliśmy z powrotem Maga. Uznaliśmy że jeśli jesteśmy Polakami to powinniśmy rapować dla polskich zwolenników tej muzyki czyli po polsku. Postanowiliśmy być twardzi i ostrzy, takie też kawałki powstawały w błyskawicznym tempie i w dużych ilościach gdy nadszedł ten dzień w którym przejrzeliśmy na oczy i zrozumieliśmy, że to o czym mówimy nie jest prawdą, że oszukujemy tych, którzy w przyszłości mają nas słuchać. Wtedy to odrzuciliśmy wszystkie prawie kawałki a na ich miejsce powstały nowe w 100% oparte na prawdzie. Przestaliśmy też robić z siebie maksmenów.
Pierwszy koncert zagraliśmy z Frontside to oni wyciągnęli nas na imprezę w Jastrzębiu i pokazali jak się występuje przed ludźmi. Do dnia dzieiejszego zagraliśmy na sześciu imprezach:
1. Frontside w Jastrzębiu 1994 r.
2. Houk, Frontside, Days of Grace, Kaliber 44 02.XII.1994r. Sound System Club Sosnowiec-Klimontów
3. Wielka Orkiestra Świątecznej Pomocy – Kaliber 44, Stauros, Zeamays, Mystovitz, Rosegarden, Days of Grace, Nowy Horyzont 29.XII.1994 Straszny Dwór – Katowice Ligota
4. Kaliber 44, Days of Grace, Aridia, Straszny Dwór Katowice-Ligota
5. Jump Party – Kaliber 44 31.V.95r. Mega Club Katowice
6. Liroy, Kaliber 44 7.IX.95r. Mega Club Katowice
Następnym przełomem Kalibra to światło, które zesłała na nas nasza Matka, poprostu nawiedziła nas Maria, postanowiliśmy walczyć o jej prawa, wolność wyboru w tej sprawie itd. itp. Pokazała nam wiele rzeczy, których wcześniej nie dostrzegaliśmy, odmieniła nas na lepsze. Marihuanę uznaliśmy za piękno i główny cel. Wtedy to powstał styl, którego tak długo poszukiwaliśmy, staliśmy się rycerzami Marii i dziś mówimy o sobie, że jesteśmy jej dziećmi.
Zakon Marii to coś do czego należymy i mamy nadzieję, że w przyszłości dołączy się do tego jak najwięcej ludzi, którzy chcą i mogą w jakikolwiek sposób walczyć o legalizację. Pragniemy uświadomić ludzi czym naprawdę jest Marihuana ! Nasze podkłady są psychodeliczne, w stylu którym jest Magia i Miecz. Magia oznacza Marię, psychodelię a Miecz to broń, która jest symbolem naszego głosu, który możemy walczyć o naszą Marię.
Kaliber44:
czyli:Śp. Mag Magik I – teksty, muzyka, rap
Lord MM dab – teksty, muzyka, rap
Śp. Brat Joka – rap
G.A.N – technik

Ostatecznie grupą zainteresował się Sławomir Pietrzak, właściciel firmy S.P. Records znanej z wydawania płyt Kultu i Kazika Staszewskiego. Przekazane mu przez Bognę Świątkowską nagranie miało zrobić na nim piorunujące wrażenie. Pietrzak zdecydował się podpisać z Kalibrem kontrakt wydawniczy, mimo iż poza Joką raperzy byli jeszcze niepełnoletni. Sam Kazik również brał udział w wyborze K44 na zespół, który S.P. Records miało wydać. W jednym z wywiadów Staszewski wspomniał też, że napisał scenariusz do filmu na bazie Hamleta w którym miała występować młodzież ze środowiska hip-hopowego i zawodowi aktorzy jak Katarzyna Figura, Sławomir Orzechowski, czy Krzysztof Majchrzak, a rolę Hamleta planował dla Magika, lecz plany przekreśliło jego późniejsze samobójstwo. Kilka lat później Staszewski zatrudniał również K44 w roli supportu przed jego grupą KNŻ.
Niedoszłym wydawcą K44 był Michał Urbaniak dla którego zespół nagrał psychorapową wersję kolędy „Jezus malusieńki”.

### Księga Tajemnicza. Prologi sukces
Grupa zadebiutowała fonograficznie udziałem na kompilacji S.P. Records S.P. w utworze „Do boju Zakon Marii”. Składanka ta była jednym z pierwszych legalnie wydanych albumów hip-hopowych w Polsce, a wśród debiutujących na niej grup znalazło się 1 Killa Hertz przemianowane później na Warszafski Deszcz. Tego samego roku pojawiła się zapowiedź pierwszej płyty Kalibra, singiel Magia i miecz. Towarzyszył mu wykonany amatorską metodą teledysk złożony z fragmentów trzech znajdujących się na wydawnictwie utworów, który nagrał własnoręcznie Pietrzak.
Pozostający w bliskich stosunkach z muzykami Kalibra Gano był kolegą Sebastiana Salberta zwanego „Rahimem”, który wraz z grupą przyjaciół działał w amatorskim zespole 3xKlan. Formacja ta inspirowała się muzyką K44 i również wykonywała psychorap. Gano zaproponował Rahimowi i jego koledze z 3xKlanu Arkadiuszowi „Bakowi” Juńczykowi, że przedstawi ich Kalibrowi. Okazało się, że muzycy dogadywali się tak dobrze, że zaczęli współpracować. Joka, Magik, AbradAb i Jajonasz nagrali razem z 3xKlanem i współpracującą z nimi wokalistką Anetą Karkus utwór „Psychodela”, który trafił na Księgę Tajemniczą, co było również fonograficznym debiutem młodszego z zespołów. Sam Rahim stworzył ponadto muzykę do „Moja obawa (Bądź a klęknę)” i wspomnianej już „Psychodeli”, a także blisko zaprzyjaźnił się z Magikiem. 3xKlanem natomiast zainteresował się wkrótce wydawca Kalibra, S.P. Records, którego nakładem ukazał się w 1997 roku jedyny album formacji, Dom pełen drzwi. W wywiadzie dla Ślizgu AbradAb stwierdził, że 3xKlan stanowili kontynuatorów psychorapu, a nawet „umrocznili” go. Pozytywnie wypowiedział się również o pomniejszych grupach, które sięgnęły po psychorap. Jednej z nich, wywodzącemu się z Będzina Banicie udało się nawet wydać swój jedyny album Droga do gwiazd (1997 rok) nakładem ważnej wytwórni R.R.X. Krzysztofa Kozaka.
Przy nagrywaniu Księgi Tajemniczej zespół zapoznał się też z Sebastianem Filiksem zwanym „DJ Feel-X”, jednym z pierwszych polskich DJ-ów. Przez krótki okres 1996 roku był on członkiem formacji Wzgórze Ya-Pa 3, z której został wyrzucony. Ostatecznie, jego wkład w brzmienie debiutu K44 był znaczny, gdyż odpowiedzialny był on za skrecze i umieszczenie w licznych utworach sampli z bajek i filmów, pozostał jednak muzykiem sesyjnym. Z czasem współpraca Feel-X-a z Kalibrem się zacieśniała.
Tego samego roku ukazał się także debiutancki album studyjny formacji zatytułowany Księga Tajemnicza. Prolog (pierwotnie tytuł miał brzmieć Księga tajemna. Prolog).
Okładkę wykonał Tomasz „Graal” Daniłowicz, grafik kojarzony ze współpracą ze sceną metalową, zwłaszcza zespołem Behemoth, natomiast charakterystyczna czcionka była dziełem szesnastoletniego fana Kalibra i 3xKlanu, Wojciecha Alszera zwanego „Fokusem”. Wydawnictwo zostało nominowane do Fryderyka w kategoriach fonograficznego debiutu roku oraz albumu roku muzyki alternatywnej (nie istniała jeszcze kategoria hip-hopowa).
Muzykę stworzył przede wszystkim Magik (siedem utworów, trzy we współpracy z Jajonaszem). Po dwa bity przypadło wykonać AbradAbowi i Rahimowi. Niecodzienny był również podział pisania tekstów, gdyż cały zespół napisał tylko dwa: „Bierz mój miecz i masz” oraz „Więcej Szmalu 2”. Trzy były autorstwa AbradAba (jeden z nich napisał z Magikiem), a zwrotki „Psychodeli” napisali zespół, Jajonasz i Matho Radamez z 3xKlanu. Joka napisał samodzielnie tylko „Moja obawa (Bądź a klęknę)”. Reszta słów stanowiła wyłączne dzieło Magika będącego w tamtym okresie nieformalnym liderem grupy. W nagraniach wziął udział profesjonalny muzyk sesyjny Stefan Sendecki (członek zespołów takich, jak Grupa ABC, czy Wolna Grupa Bukowina). Obsługiwał on syntezator, samplery i sekwencery. Ponadto w „Brat nie ma już miłości dla mnie” wystąpił gitarzysta Maciej Talaga.
W 2006 roku w programie Rap Pakamera AbradAb stwierdził, że mroczne brzmienie psychorapu było de facto zasługą wizji artystycznej Magika, określił go również mianem muzyka o wiele bardziej utalentowanego od reszty zespołu. Opowiedział również, że podczas nagrywania Księgi Tajemniczej oryginalne podkłady zostały nagrane raz jeszcze na komputerach Amiga, gdyż brzmienie Commodore 64 było zbyt prymitywne. Proces ponownej aranżacji materiału zajął muzykom kilka miesięcy i kosztował wiele trudu. Magik miał szczególnie mocno naciskać na dopracowanie brzmienia i uczynienia go profesjonalnym. Koniec końców, jeszcze przed nagrywaniem wokali K44 spędzili w studiu ponad tysiąc godzin.
Wydawnictwo cieszyło się dużą popularnością i uznaniem wśród krytyków, jak i fanów, sprzedając się w nakładzie ponad stu tysięcy egzemplarzy. Wynik ten zapewnił jej tytuł drugiej najlepiej sprzedającej się płyty w historii polskiego hip-hopu lat dziewięćdziesiątych XX wieku (pierwsze miejsce osiągnął Alboom Liroya) ex æquo z Bratem Juzefem Nagłego Ataku Spawacza. W ramach promocji albumu został zrealizowany jeszcze jeden teledysk do utworu „+ i –” stanowiącego solową kompozycję Magika. Jest on zaliczany do największych przebojów zespołu.

### W 63 minuty dookoła światai zmiany personalne
7 kwietnia 1997 roku odbyła się w warszawskiej dyskotece Colosseum impreza Rap Day podczas której Kaliber 44 zagrał jako jeden z supportów przed grupą Run-D.M.C. Podczas wydarzenia wystąpili też Wzgórze Ya-Pa 3, Molesta, czy zwany wtedy Trzyhą Warszafski Deszcz. W tym roku K44 zaczęli też na koncertach prezentować nowe utwory będące już stricte hip-hopem, co z początku spotkało się z negatywną reakcją części publiki. Zespół odchodził też na występach od kompozycji które uważał za „mniej wartościowe”, między innymi swoich najbardziej znanych utworów: „+ i –” oraz „Moja obawa (Bądź a klęknę)”.
W listopadzie 1997 roku na drugiej kompilacji S.P. Records Hip-Hopla został opublikowany utwór pt. „Może tak, może nie” będący zapowiedzią nowego wydawnictwa grupy. W pochodzącym ze składanki utworze „Samobójcy” formacji Funk Jello wystąpił gościnnie Magik, swoją piosenkę umieścił również 3xKlan. Wśród debiutantów, jacy zaprezentowali się na Hip-Hopla wymienić można grupy V.E.T.O., Thinkadelic, czy Familia Hocoos Pocoos (przemianowana później na Familia H.P.).
W tym samym roku Joka, Abrdab, Magik i Jajonasz zostali zaproszeni do wykonania wspólnie ze Wzgórzem Ya-Pa 3 i Radosławem „Radoskórem” Kobusem posse cutu „Język polski”, który trafił na album Centrum. WYP3 i Kaliber 44 zakolegowali się za sprawą działalności w tym samym wydawnictwie. Zagrali nawet wspólną trasę koncertową. „Język polski” był po części reakcją na fakt, iż K44 nie został zaproszony do udziału w projekcie Wspólna scena, który zaowocował składaną na której wystąpili między innymi 3xKlan, WYP3, Thinkadelic, Trzyha, Radoskór, Slums Attack, czy Born Juices, przez co muzycy poczuli się urażeni.
Podczas nagrywania drugiego albumu studyjnego Kalibra 44 DJ Feel-X stał się pełnoprawnym członkiem zespołu (dzięki czemu K44 po raz pierwszy mogli grać koncerty z udziałem DJ-a) i zaangażował się w tworzenie muzyki. Większość bitów na nową płytę stworzył właśnie on z AbradAbem, gdyż Magik bardzo mocno ograniczył swój wkład w działalność grupy. Znalazło to odzwierciedlenie w fakcie, że o ile na poprzednim wydawnictwie każdy z raperów zaprezentował własny utwór, o tyle na nowym albumie Joka i AbradAb wykonali po dwa solowe utwory, a Magik ani jednego.
W międzyczasie DJ Feel-X został poproszony przez Kazika Staszewskiego o wzięcie udziału w nagrywaniu jego utrzymanego w hip-hopowej stylistyce albumu 12 groszy na który wykonał skrecze.
Muzyka na powstającej płycie wzbogacona została o partie gitary basowej, na której zagrał sam Pietrzak. Ostatecznie nie pojawili się na niej żadni goście, chociaż muzycy zaprosili do udziału Rahima. Ten jednak odmówił, gdyż propozycję złożono tylko jemu, a nie całemu 3xKlanowi (który to niedługo później rozpadł się). Nie mniej do utworu „Może tak, może nie (Kobi Rmx)” wniósł swój wkład Kobas „Kobi-Łan-Kanobi” Laksa odpowiedzialny za jego remiks.
W 1998 roku ukazał się drugi album zespołu, W 63 minuty dookoła świata. Materiał stanowił odejście od psychorapu, czego przyczyną były między innymi problemy z wykonaniem piosenek z debiutu na żywo oraz zmęczenie dotychczasową konwencją. Na nowej płycie dominował lżejszy klimat zabawy słowem o humorystycznym zabarwieniu. Pod względem muzycznym kompozycje były zdominowane przez wizję DJ-a Feel-X-a, który nadał wydawnictwu cech albumu producenckiego. Na jeszcze większą skalę niż na Księdze Tajemniczej zastosował on sample z bajek i audycji. Wplótł także liczne skity i kompozycje z gatunku hip-hopu instrumentalnego, jak chociażby zahaczający o brzmienia trip-hopowe, otwierający W 63 minuty instrumental „Suczka” trwający prawie trzy i pół minuty.
By album faktycznie trwał 63 minuty, realizator zaproponował by dociągnąć czas trwania albumu dwudziestoma dwoma sekundami ciszy w formie outro. Muzycy nie skojarzyli tego z faktem, iż numer kierunkowy do Warszawy to 0-22. Jako że w twórczości Kalibra często pojawiały się ukryte nawiązania, stołeczna scena hip-hopowa była przekonana, że stanowiło to obelgę skierowaną przeciwko niej. Jako odpowiedź na domniemaną zaczepkę Warszafski Deszcz zakończył swoją płytę Nastukafszy... czterdziestoma czterema sekundami ciszy.
Wydawnictwo było promowane singlem „Film”, do którego został zrealizowany teledysk (już bez udziału Magika i z wycięciem jego zwrotki). Utwór był także notowany na listach przebojów Polskiego Radia Szczecin i Programu Trzeciego PR, oraz awansował na 2. miejsce listy bestsellerów, ustępując miejsca tylko Metallice, która wydała singla „Unforgiven II”  aż w 3 wersjach. Drugi album grupy również cieszył się powodzeniem, uzyskał on wkrótce status złotej płyty. Został też nominowany do Fryderyka w kategorii „najlepszy album rap/hip-hop”.
W 1998 roku Kaliber 44 wystąpił gościnnie na płytach Sebastiana „DJ-a 600V” Imbierowicza (Produkcja hip-hop, utwór „Ja się wcale nie chwalę”) i Thinkadelic (Lek, utwór „Ja jadę”).
Tego samego roku Magik zdecydował się odejść z zespołu. Powodem takiej decyzji miały być różnice artystyczne oraz jego osobisty konflikt z AbradAbem. Był to czas w którym miała znacząco pogorszyć się kondycja psychiczna Łuszcza, który zaczął doszukiwać się w jego zwrotkach ukrytych, zaszyfrowanych kpin pod jego adresem, chociaż nigdy ich tam nie było. Wkrótce przestał się odzywać do Joki i AbradAba (z Feel-X-em pozostał w dobrych stosunkach) i starał się nawet zerwać umowę z S.P. Records, by nie musieć grać koncertów z Kalibrem. Do studia przychodził na tak długo jak było to konieczne, lecz tylko wtedy gdy nie było w nim reszty raperów. Swoją decyzję o odejściu przekazał osobiście DJ-owi, po czym poprosił go, by dograć do utworu „DJ Feel-X” dwa wersy: Czy dziś dobrze bronią władam? Wypadam i życzę dobrej drogi.
Sam Magik, w wywiadzie dla branżowego pisma Klan wypowiedział się o swoim odejściu następująco:

Hm, dlaczego beze mnie? Doszedłem do wniosku, że nie podobają mi się ludzie w zespole, że jest to nieodpowiedni skład, nie te klimaty, poglądy.

Stwierdził też, że nie ma zamiaru utrzymywać kontaktów ze swoim dawnym zespołem oraz, że żałuje udziału na drugiej płycie K44. Na pytanie o pomysły na przyszłość odpowiedział, że nie ma konkretnych planów i nie myśli o poważnych projektach, woli skupić się na szkole, a muzyką zajmować się hobbistycznie, skupiając się na freestyle’owaniu.

W tym samym numerze wywiadu udzielili również pozostali członkowie Kalibra. Odmówili odpowiedzi na pytanie o powód rozstania z Magikiem, wyrazili również przekonanie, że nie istnieje jedna polska scena hip-hopowa. Pochlebnie wyrazili się o działalności Warszafskiego Deszczu (ówcześnie zwanego Trzyhą), Thinkadelic, Wzgórza Ya-Pa 3, Snuz i DJ-a 600V, natomiast Slums Attack, Born Juices i Nagły Atak Spawacza określili mianem „wielkiego shitu”. Zapowiedziano również solowy projekt AbradAba na wrzesień (ostatecznie jego pierwsze solowy nagranie ukazało się dopiero w 2002 roku) oraz doniesiono, iż zespół pracuje nad filmem, do którego ma współtworzyć muzykę i scenariusz, jak i odgrywać główne role. Jego tematyka oscylować miała wokół osób związanych z muzyką hip-hopową, lecz nie subkulturą. Planowany miał być „na lato”. Nie jest jasne, czy jest to ten sam film, o którym mówił Kazik Staszewski, ostatecznie jednak projekt nie doczekał się realizacji.

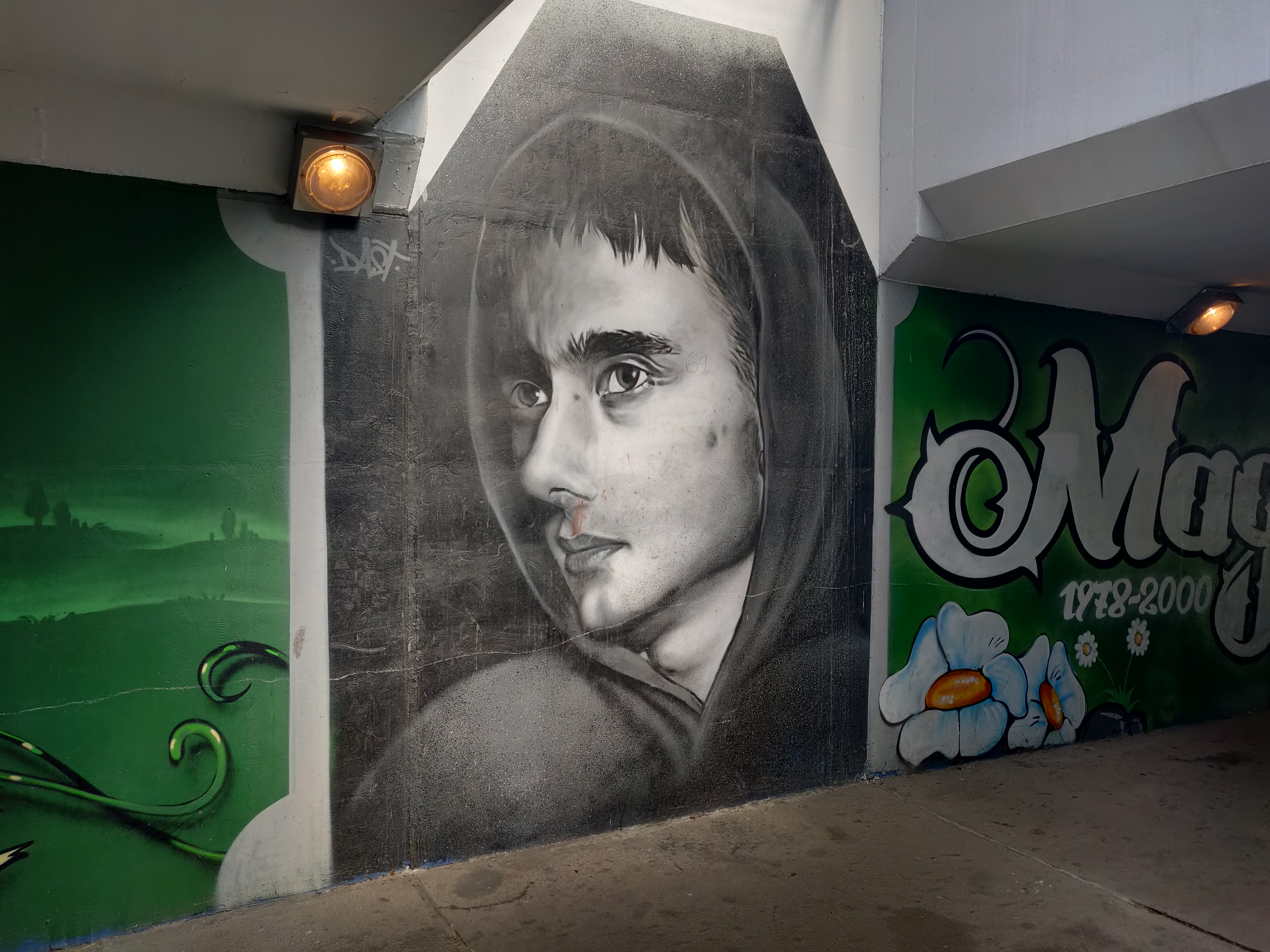
Katowicki mural upamiętniający Magika (2020 rok)

Magik przystał na propozycję nieznanego szerzej na scenie hip-hopowej Fokusa by założyć nowy zespół. Do współpracy zaprosił Rahima. Formacja przyjęła nazwę Paktofonika i rozpoczęła pracę nad debiutanckim albumem zatytułowanym Kinematografia. Stałym współpracownikiem nowej grupy stał się kolejny z członków 3xKlanu, Sebastian „DJ Bambus” Michalski, a muzykę do jednego z ich pierwszych utworów („Ja to ja”) stworzył Jajonasz. Pod szyldem nowej grupy Magik nagrał solowy utwór „Nowiny” stanowiący jego gorzkie „rozliczenie” z AbradAbem i Joką, lecz nie wspomniał w nim o Feel-X-ie, któremu nawet pokazał kompozycję przed premierą (było to ich ostatnie spotkanie). Po latach AbradAb wspomniał w jednym z wywiadów, że Magik nigdy nie powiedział żadnemu z członków zespołu w czym jego zdaniem tkwił problem, zamiast tego zaczął się izolować. Ponadto rozpowiadał otoczeniu (między innymi Jajonaszowi i członkom Paktofoniki) fałszywe, acz wiarygodne historie przykrości jakie miały go w składzie Kalibra spotykać. Prawdziwość tych twierdzeń Rahim i Fokus zakwestionowali dopiero, gdy Magik zaczął w ich stronę formułować identyczne zarzuty jak w stronę AbradAba i Joki.
Na podstawie historii Paktofoniki oparto scenariusz filmu z 2012 roku Jesteś Bogiem, w którym pojawiły się postacie Joki i AbradAba (odgrywanych przez Macieja Wiznera i Bartłomieja Błaszczyńskiego). Sam AbradAb wypowiedział się krytycznie o obrazie, wypominając twórcom błędy logiczne, przeinaczanie faktów oraz umniejszenie roli Kalibra. Film skrytykował też Kazik Staszewski, który wspomniał, że przeinaczona została sytuacja materialna Magika (który za sprawą działalności w K44 miał zapewniony znaczny dochód) oraz, że przemilczane zostało używanie przez rapera twardych narkotyków (które miały jego zdaniem być brane przez niego „na potęgę”). Wspomniał też, że spotkał go około czterech dni przed śmiercią, gdy ten odwiedził z żoną Pietrzaka.
Członkowie K44 wystąpili w filmie Poniedziałek, którego premiera odbyła się w 1999 roku. W produkcji pojawiło się również wielu innych muzyków: raperzy z Nagłego Ataku Spawacza, Tomasz Stańko, Radoskór, Marlena „Shazza” Pańkowska i Grzegorz Markocki, natomiast główne role zagrali Grzegorz „Bolec” Borek i Paweł Kukiz. W tym samym roku katowicki oddział TVP zrealizował krótkometrażowy film dokumentalny Kaliber 44 o zespole. Jego realizatorami byli Aneta Chwalba i Michał Bebło.

### Baku Baku Skład,3:44i zawieszenie działalności
Rok 2000 obfitował w wiele istotnych dla zespołu wydarzeń. Wtedy też rozszerzony został do formy koncertowego kolektywu Baku Baku Skład, którego członkami, oprócz Joki, AbradAba i DJ-a Feel-X-a, byli raperzy Maciej „Wujek Samo Zło/WSZ” Gnatowski i Tomasz „Człowiek Nowej Ery/CNE” Kleyff, Bartosz „DJ Bart” Jabłoński oraz wokalista Piotr „Gutek” Gutkowski znany z występów w zespole Indios Bravos, prywatnie szkolny kolega Abradaba.
Występować z WSZ i CNE K44 zaczęli spontanicznie, gdy podczas występu w Białymstoku Joka miał złamaną nogę i denerwował się. Raperów zaproszono na scenę by podbudować atmosferę. Muzycy szybko znaleźli jednak wspólny język i zdecydowali się stworzyć „coś więcej”. Współpraca CNE i WSZ (wywodzących się z Warszawy) z Kalibrem miała miejsce pomimo niechęci jaką stołeczna scena hip-hopowa darzyła zespół, który po premierze Księgi Tajemniczej wypracował sobie w jej oczach opinię „wyjców”. Członkowie Kalibra już wcześniej krytykowali podział na lokalne sceny, byli zdania, że hip-hop powinien być uniwersalny.
W tym samym roku ukazał się zwiastun trzeciego albumu Kalibra, singiel „Konfrontacje/Rutyny” zawierający utwory wykonywane wyłącznie przez AbradAba. Zilustrowany teledyskiem utwór „Konfrontacje” okazał się znacznym sukcesem, docierając na listy przebojów Polskiego Radia oraz ustanawiając rekord obecności i na liście przebojów Radiostacji (ponad dwieście tygodni).
2 września ukazał się album zatytułowany 3:44. Stanowił on kolejną woltę stylistyczną, skłaniając się ku brzmieniom bardziej komercyjnym, nawiązujących do dokonań raperów amerykańskich. Równocześnie w warstwie tekstowej, oprócz unikanych wcześniej wątków rozrywkowych pojawiła się tematyka zahaczająca o filozoficzną.
Płyta została w znacznym stopniu zdominowana przez AbradAba, który wykonał cztery solowe utwory, podczas gdy sam Joka tylko jeden, „Litery”. Wynikało to z faktu, iż AbradAb już podczas nagrywania 3:44 szykował się do rozpoczęcia solowej działalności artystycznej, a część utworów z płyty (między innymi „Konfrontacje”) były tworzone z myślą o jego własnym wydawnictwie i zostały tylko „wchłonięte” przez opracowywaną płytę K44. W warstwie muzycznej pojawiły się eksperymenty z rzadko spotykanymi w hip-hopie instrumentami. W kompozycjach „Dwa” i „Cztery” DJ Feel-X grał na drumli, a w „Wenie” i „Baku baku ciężkie jest jak cut” wystąpił kontrabasista Piotr Sawidzki. Eksperymenty brzmieniowe podkreślono w otwierającym płytę utworze „Takie jakie jest” wykorzystaniem cytatu z Józefa Piłsudskiego: „I teraz jak na początku – jesteśmy tylko awangardą Polski”.  Na płycie pojawił się również Baku Baku Skład Projekt: w trzech utworach wystąpili WSZ i CNE (dwa z nich nosiły tytułu „Baku baku to jest skład” i „Baku baku ciężkie jest jak cut” a dodatkowe skrecze dograł do nich DJ Bart).
Wydawnictwo zdobyło dla zespołu pierwszego Fryderyka za najlepszy album hip-hopowy roku. Sprzedało się w liczbie około czterdziestu tysięcy egzemplarzy, co nie zostało uznawane za zbyt imponujący wynik.
Celem promocji 3:44 wykonano drugi teledysk, do niebędącego singlem, opartego na samplu z „Poloneza g-moll” Chopina utworu „Normalnie o tej porze”. W latach późniejszych uzyskał on znaczną popularność w serwisie YouTube przekraczając osiemnaście milionów wyświetleń. Robert Skulski i Remigiusz Przełożny, reżyserzy nagrania sami zgłosili się do zespołu z ofertą nieodpłatnego wykonania go. Efektem współpracy był nagrany w Krakowie pierwszy profesjonalny teledysk Kalibra. Wcześniejsze widea wydawca w ramach oszczędności miał powierzać wykonawcom niekompetentnym oraz swoim znajomym. Obraz został nominowany do nagrody w kategorii Inna energia na festiwalu teledysków YachFilm.
15 grudnia 2000 roku wydany został album producencki Igora „IGS-a” Sobczyka Ekspedycje. Grupa wystąpiła w nim gościnnie w utworze „Szał baj najt”. Jedenaście dni później, a osiem po premierze Kinematografii Magik skoczył z okna swojego mieszkania na dziewiątym piętrze bloku. W ciężkim stanie został przewieziony do szpitala, gdzie nie udało się go uratować. W chwili śmierci miał dwadzieścia dwa lata. Położyło to kres istnieniu Paktofoniki, na której gruzach wyrosły w późniejszym czasie zespoły Pijani Powietrzem i Pokahontaz.
Baku Baku Skład koncertował do 2003 roku. Wtedy też nagrano jedyny utwór sygnowany tą nazwą, „Spójrz w nasze oczy czerwone” na album producencki DJ-a 600V 600 °C. Sam Kaliber występował między innymi w Stanach Zjednocznonych, Niemczech, Wielkiej Brytanii i Austrii. Ich muzyka zyskała popularność nie tylko wśród hip-hopowców, ale i słuchaczy starszych, punków oraz metali.

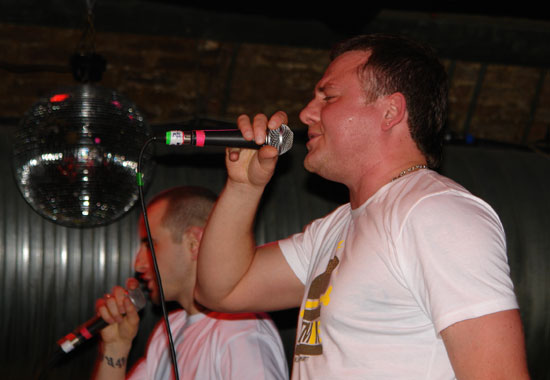
Wspólny koncert braci Martenów w Londynie niestanowiący reaktywacji zespołu, 2008 rok

Ostatecznie zespół przestał funkcjonować gdy Joka zdecydował się wyjechać do USA celem podjęcia pracy zarobkowej. Późniejsze, sporadyczne koncerty nie były uznawane za reaktywację. Jeden z nich odbył się na juwenaliach w Solcu w maju 2007 roku. Po nim na policję zgłosiła się kobieta, która oskarżyła Jokę o gwałt i pobicie. Raper został aresztowany na trzy miesiące, groziła mu kara pięciu lat pozbawienia wolności. Nie przyznał się jednak do stawianych mu zarzutów i przedstawił odmienną wersję zdarzeń. 9 lipca wyszedł na wolność, gdyż służby nie zgromadziły materiałów wskazujących na jego winę.
W przeciwieństwie do Joki, AbradAb i DJ Feel-X pozostali w branży muzycznej i rozpoczęli solowe kariery.
Już w 2001 roku AbradAb zadebiutował samodzielnie w utworze „Bezpośrednio”, który znalazł się na albumie IGS-a Alchemia. Rok później wydał swój pierwszy singiel zapowiadający jego debiutancki album solowy. Utworem, który się na nim znalazł zostało „Miasto Jest Nasze” z udziałem Gutka, kompozycja oparta na elektronicznym, futurystycznym bicie, który młodszy z braci Martenów sam wyprodukował. Nagranie stało się przebojem, mimo to raper zwlekał z upublicznianiem nowego materiału. Jego drugi singiel, „...”, ukazał się dopiero w 2003 roku.
Również w 2003 roku DJ Feel-X wydał swój jedyny solowy mixtape Dancehall Clash Test. Jego działalność wypełniały w tamtym czasie przede wszystkim współprace gościnne z licznymi wykonawcami, często grał także koncerty z AbradAbem.
Ostatecznie, AbradAb wydał debiutancki album solowy dopiero w 2004 roku, dwa lata po premierze „Miasto jest nasze”. Płytę zatytułował Czerwony album. Skrecze wykonali na niego DJ Feel-X i DJ Bart, w czterech utworach wystąpił Gutek, a dwa bity wykonał Jajonasz, ponadto w utworze „Tu mam swój skład (Baku Baku)” powrócił Baku Baku Skład w osobach WSZ i CNE. Celem promocji wydawnictwa wydano tego samego roku trzeci singiel, „Rapowe ziarno 2 (Szyderap)” (również z udziałem Gutka), który wraz z towarzyszącym mu teledyskiem stał się jego największym przebojem w karierze. Za jego sprawą w ogromnym stopniu zwiększyło się zainteresowanie koncertami AbradAba, nagranie wyjątkowo często prezentowały też stacje radiowe.
Marten kontynuował karierę solową z sukcesami, lecz żaden z jego albumów nie dorównał wynikami sprzedaży Czerwonemu albumowi. Na jego drugiej płycie, Emisji spalin w utworze „Rap to nie zabawa już” wystąpili gościnnie pozostali członkowie K44, Joka i DJ Feel-X. W latach późniejszych wydał jeszcze cztery kolejne albumy: Ostatni poziom kontroli (2008 rok), wyprodukowany przez Adama „O.S.T.R.-a” Ostrowskiego Abradabing (2010 rok, jedyny album, który na notowaniach OLiS prześcignął Czerwony album dochodząc do miejsca ósmego), ExtraVertik (2012 rok) i 048 (2018 rok).
Baku Baku Składowi zdarzyło się powrócić jeszcze w 2005 roku, gdy na płycie Jeszcze raz WSZ i CNE wykonali utwór „Baku Baku potęga” z AbradAbem, Joką i Gutkiem. Na płycie pojawili się ponadto DJ Feel-X, DJ Bart i Jajonasz.
Po powrocie do Polski Joka współtworzył z HST i Jajonaszem krótkotrwały zespół Czarne Złoto, którego jedynym zachowanym nagraniem jest gościnny udział w utworze „Kiedy zaczynasz” na Emisji spalin AbradAba. Zdarzało mu się również sporadycznie udzielać na nagraniach innych artystów. Sam Jajonasz, pod pseudonimem producenckim Lukatricks, reaktywował w 2010 roku Czarne Złoto jako swój projekt solowy. Na jego jedynej płycie wystąpili między innymi Joka, AbradAb i DJ Feel-X.

### Reaktywacja iUłamek tarcia

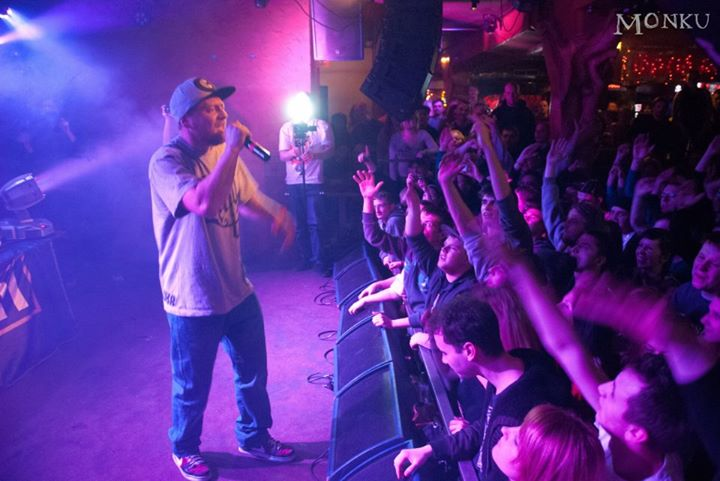
Joka na koncercie Baku Baku Składu we Wrocławiu (2013 rok)

W 2013 DJ Feel-X zapowiedział możliwy powrót Kalibra 44 publikując nowe zdjęcie zespołu. Niedługo później w internecie opublikowano nagranie przedstawiające trójkę muzyków w studiu oraz wyruszających z Gutkiem w podróż samochodem ozdobionym estetyką nawiązującą do W 63 minuty dookoła świata. Ostatecznie Feel-X potwierdził, że zespół powraca i szykuje się do pracy nad albumem 4:44. Zapowiedział porzucenie starych, trzymanych na tę okazję bitów i wysłanie Abrdabowi pięćdziesięciu nowych.
Do reaktywacji faktycznie doszło w 2013 roku. Pierwszy występ zespołu odbył się na Open’er Festival, gdzie trio wystąpiło z udziałem instrumentalistów, tzw. „żywym zespołem” tworzonym przez muzyków grupy 100nka. Równolegle działalność wznowił Baku Baku Skład.

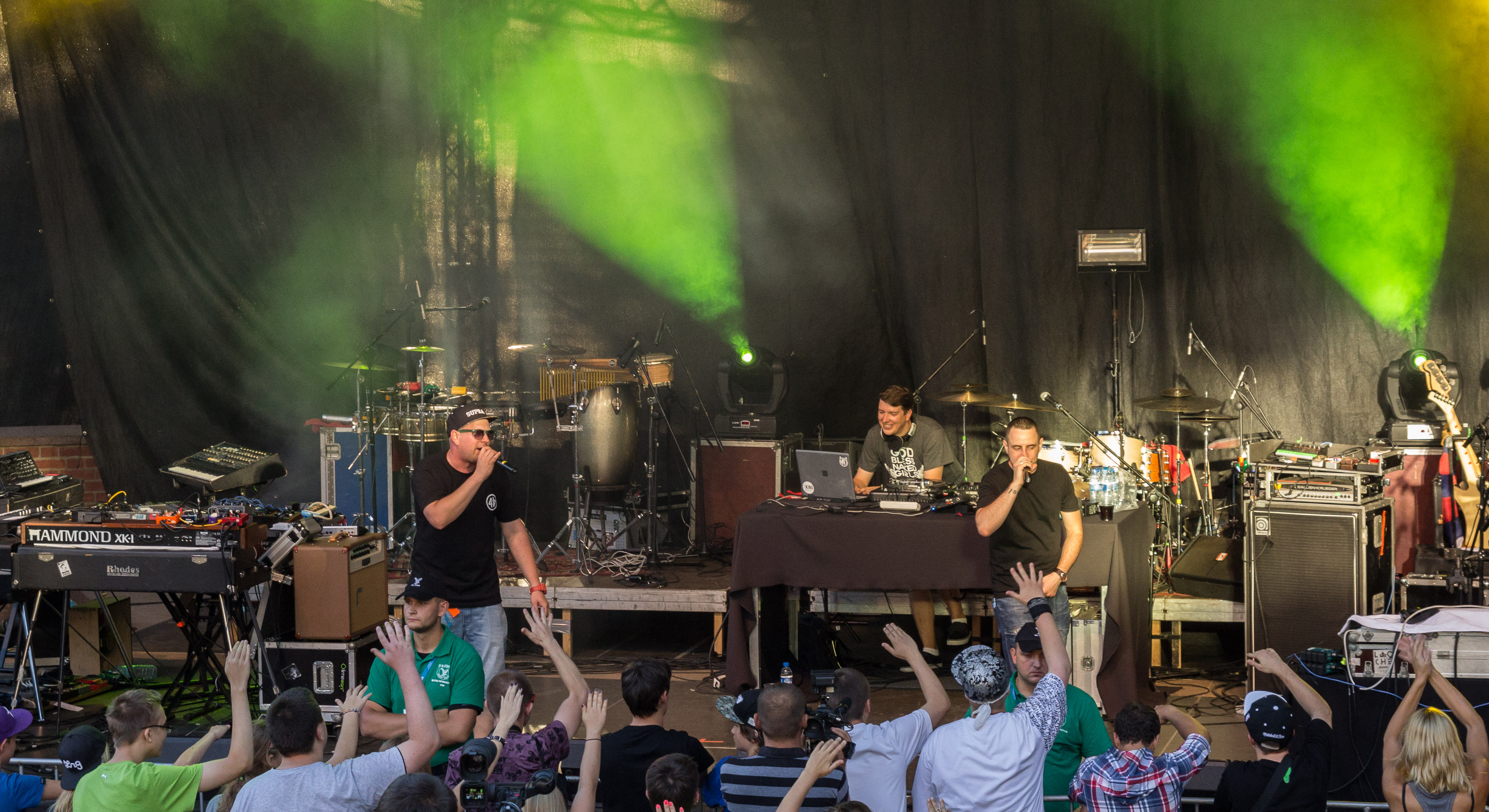
Członkowie Baku Baku Składu na wspólnym koncercie w 2013 roku: CNE (w koszulce Kalibra 44), DJ Bart i AbradAb

Wydana w 2015 roku pod patronatem Narodowego Centrum Kultury Antologia polskiego rapu wśród najważniejszych polskich utworów hip-hopowych wyróżniła „Plus i minus”, „Język polski” i „Film” Kalibra oraz „Baku Baku potęga” z gościnnym udziałem jego członków. Tego samego roku serwis T-Mobile Music opublikował listę „120 najważniejszych albumów polskiego hip-hopu” na której znalazły się wszystkie dotychczasowe pozycje K44: Księga Tajemnicza. Prolog (10. miejsce), W 63 minuty dookoła świata (15. miejsce) i 3:44 (84. miejsce).
2 stycznia 2016 roku pojawiła się pierwsza zapowiedź nowej płyty w postaci singla „Nieodwracalne zmiany” i towarzyszącego mu teledysku.
W 2016 roku zespół oficjalnie powrócił z nowym albumem zatytułowanym jednak nie 4:44, a Ułamek tarcia. Gościnnie wystąpili na nim Rahim, Gutek i Tomasz „Grubson” Iwanca. Pierwotnie premierę zaplanowano na czterdziesty czwarty dzień roku (13 lutego), lecz ostatecznie ukazał się on dzień wcześniej. Tego samego dnia upubliczniono drugi singiel, „(Why Is It) Fresh”.
Jak się okazało, na Ułamku tarcia nie wystąpił DJ Feel-X. Joka i AbradAb wyjaśnili w jednym z wywiadów, że został on wyrzucony ze składu, gdyż miał on zaniedbywać obowiązki oraz być sceptyczny wobec obranego kierunku muzycznego. Koniec końców wszystkie bity stworzył więc sam AbradAb. Skrecze wykonał natomiast jego wieloletni współpracownik, Jarosław „DJ Jaroz” Pakuszyński, który pomagał również w aranżowaniu muzyki. Swój udział w powstaniu wydawnictwa miał również Mateusz Pawluś, udzielający się na nim jako klawiszowiec.
Po raz pierwszy udało się Kalibrowi osiągnąć pierwsze miejsce na liście OLiSu, ponadto płyta sprzedała się w liczbie ponad trzydziestu tysięcy egzemplarzy i pokryła się platyną. Została również nominowana do Fryderyka za najlepszy album hip-hopowy roku 2017.
W jednym z późniejszych wywiadów AbradAb wspomniał, że sam był sceptycznie nastawiony do powrotu K44, a na reaktywację namawiali go DJ Feel-X i Joka. Przyznał, że był zdania, iż „prędzej się pozabijają, niż dadzą radę współpracować” i „faktycznie trochę się pozabijali”, czego skutkiem było ograniczenie składu. Zdradził również, że na pewnym etapie planowana była jeszcze jedna płyta stanowiąca powrót do konwencji psychorapu, jednak plan ten został zarzucony.
25 listopada 2016 roku w klubie „Progresja” odbył się jubileuszowy koncert dwudziestolecia Księgi Tajemniczej. Wystąpili na nim goście: Gano, Rahim i syn Magika Filip „Fejz” Łuszcz.
W 2018 roku wydany został singiel z udziałem Kalibra 44, nagrany wraz z Pokahontaz „404”, który znalazł się na płycie duetu pt. REset. W utworze „wystąpił” również artysta, który stanowił ogniwo łączące obie grupy, Magik. Wykonywany przez niego fragment z utworu Paktofoniki „Tak jak telewizor” został wpleciony w kompozycję jako refren. Wspólny singiel okazał się wielkim sukcesem pokrywając się platyną. Media szeroko komentowały również teledysk stworzony przez Aleksandra „Koprucha” Kozłowskiego i jego grupę filmową Przedmarańcza łączący grafikę komputerową z panoramą Katowic.
W 2020 roku AbradAb wszedł w skład współtworzonego z Rahimem i Łukaszem „Kleszczem” Stępieniem tria ARKanoid z którym wydał płytę, a rok później założył nowy zespół wraz z instrumentalistami grupy Coma nazwany Kashell, z którym również nagrał album zatytułowany Ka$hell.

### XXX-Lecie Zespołu
We wrześniu 2023 roku K44 zapowiedzieli koncert w katowickiej hali Spodek, mający uczcić trzydziestolecie działalności zespołu. Zapowiedziano pojawienie się na nim Baku Baku Składu (z WSZ, CNE, DJ-em Bartem i Gutkiem) oraz licznych gości m: O.S.T.R.-a, Macieja „DJ-a Soiny” Soińskiego, Rahima, DJ-a Jaroza, Grubsona, Wojciecha „Słonia” Zawadzkiego, Fokusa, a także byłych członków grupy: Jajonasza i DJ-a Feel-X-a. Na plakacie promującym wydarzenie obok AbradAba i Joki na nagłówku, widniał również Michał „DJ Eprom” Baj który otrzymał wówczas miano członka Kalibra 44.
Koncert trzydziestolecia Kalibra 44 odbył się 16 grudnia 2023 roku. Oprócz zapowiedzianych gości wystąpili na nim również Kopruch, Gano, Kleszcz oraz Jarecki. Koncert został zagrany z tzw. żywym zespołem co znaczy że utwory były grane przez prawdziwe instrumenty na żywo. Występ został podzielony na cztery bloki zawierające utwory z każdego albumu zespołu. Koncert odbywający się w Spodku okazał się sukcesem pod względem sprzedanych biletów. Zespół parę dni po wydarzeniu rozpoczął trasę koncertową z okazji XXX-lecia grupy.
Z okazji przedsięwzięcia, nagrane zostały dwa single promujące wydarzenia. Pierwszy z nich to „Czarny Śląsk”, mający swoją premierę 20 listopada 2023 roku na serwisie Youtube. Gościnnie udział wzięli: Grubson, Rahim, oraz Fokus. Kawałek w całości wyprodukowany przez DJ-a Eproma, oraz został wyreżyserowany przez Koprucha. Drugi singiel nosi nazwę „TEN STYL, TEN RAP”, mający swoją premierę 12 lipca 2024 roku, także na Youtubie. Utwór został nagrany z gościnnym udziałem znanej hip-hop'owej grupy z Warszawy Molesta Ewenement. Produkcją również zajął się DJ Eprom a reżyserią klipu – Igor Procajło.
Niedługo po skończeniu trasy 30-lecia grupy, dnia 2 maja 2025 roku zmarł Michał „Joka” Marten. O śmierci dwa dni później, poinformował w mediach społecznościowych jego brat Marcin.

## Członkowie zespołu

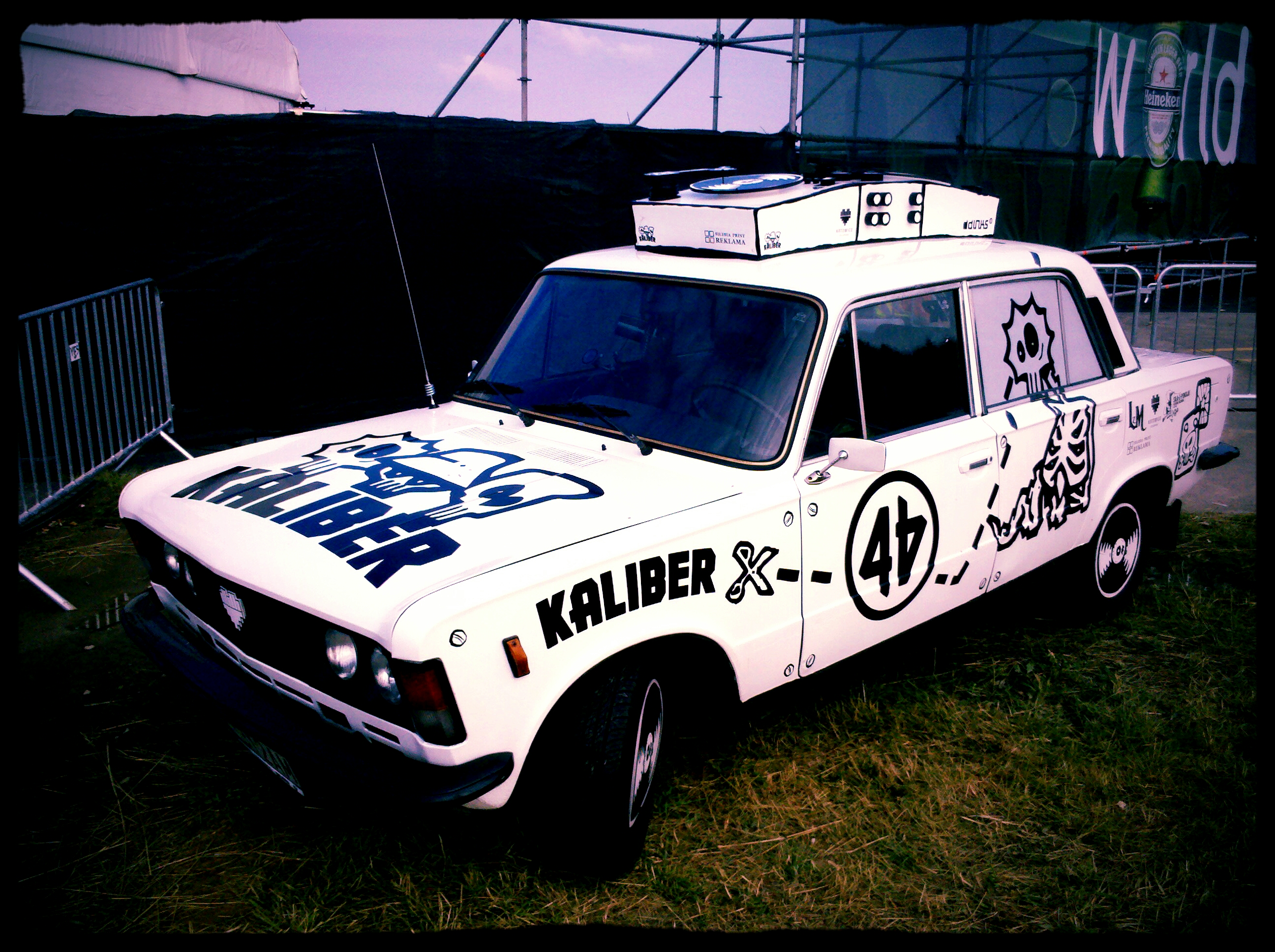
Samochód z nagrania zapowiadającego powrót grupy na festiwalu Open’er w 2013 roku

### Kaliber 44

#### Obecni członkowie
- Marcin „AbradAb” Marten – wokal, produkcja, słowa
- Michał „DJ Eprom” Baj – skrecze, produkcja

#### Byli członkowie
- Michał „Joka” Marten – wokal, słowa
- Piotr „Magik” Łuszcz – wokal, produkcja, słowa
- Rafał „Jajonasz” Łukaszczyk – wokal, produkcja, słowa
- Rafał „Gano” Wywioł – zaplecze techniczne, wokal, słowa
- Sebastian „DJ Feel-X” Filiks – skrecze, produkcja

### Baku Baku Skład

#### Obecni członkowie
- Marcin „AbradAb” Marten – wokal
- Sebastian „DJ Feel-X” Filiks – skrecze
- Maciej „WSZ” Gnatowski – wokal, freestyle
- Tomasz „CNE” Kleyff – wokal, freestyle
- Bartosz „DJ Bart” Jabłoński – skrecze
- Piotr „Gutek” Gutkowski – wokal, wokal wspierający

#### Byli członkowie
- Michał „Joka” Marten – wokal

### Udział w działalności
| #         | Początki (1991–1993) | Wczesna działalność jako Kaliber 44 (1993–1995) | Okres psychorapowy i Księga Tajemnicza. Prolog (1995–1997) | Okres W 63 minuty… (1997–2000) | Okres Baku Baku Składu i 3:44 (2000–2003) | Reaktywacja (2013–2016) | Okres Ułamku tarcia (2016–2023)  | Okres XXX-Lecia pracy artystycznej (2023–2025) | Okres po XXX-Leciu (od 2025) |
| --------- | -------------------- | ----------------------------------------------- | ---------------------------------------------------------- | ------------------------------ | ----------------------------------------- | ----------------------- | -------------------------------- | ---------------------------------------------- | ---------------------------- |
| Magik     | członek              | członek                                         | członek                                                    | członek                        | poza zespołem; śmierć                     | poza zespołem; śmierć   | poza zespołem; śmierć            | poza zespołem; śmierć                          | poza zespołem; śmierć        |
| Magik     | założyciel           | tymczasowa przerwa                              | lider                                                      | ograniczona działalność        | –                                         | –                       | –                                | –                                              | –                            |
| Jajonasz  | członek              | członek                                         | działalność nieformalna i występy gościnne                 | poza zespołem                  | poza zespołem                             | poza zespołem           | występy gościnne                 | występy gościnne                               | występy gościnne             |
| Jajonasz  | założyciel           | –                                               | –                                                          | –                              | –                                         | –                       | –                                | –                                              | –                            |
| AbradAb   | członek              | członek                                         | członek                                                    | członek                        | członek                                   | członek                 | członek                          | członek                                        | członek                      |
| AbradAb   | –                    | –                                               | –                                                          | lider                          | lider                                     | lider                   | lider                            | lider                                          | lider                        |
| Joka      | członek              | członek                                         | członek                                                    | członek                        | członek                                   | członek                 | członek                          | członek                                        | poza zespołem; śmierć        |
| Joka      | –                    | –                                               | –                                                          | –                              | ograniczona działalność                   | –                       | –                                | –                                              | –                            |
| DJ Eprom  | poza zespołem        | poza zespołem                                   | poza zespołem                                              | poza zespołem                  | poza zespołem                             | poza zespołem           | działalność sesyjna i koncertowa | członek                                        | członek                      |
| Gano      | poza zespołem        | członek                                         | poza zespołem                                              | poza zespołem                  | poza zespołem                             | poza zespołem           | występy gościnne                 | występy gościnne                               | występy gościnne             |
| DJ Feel-X | poza zespołem        | poza zespołem                                   | działalność sesyjna i koncertowa                           | członek                        | członek                                   | członek                 | występy gościnne                 | występy gościnne                               | występy gościnne             |
| WSZ       | poza zespołem        | poza zespołem                                   | poza zespołem                                              | poza zespołem                  | Baku Baku Skład                           | Baku Baku Skład         | Baku Baku Skład                  | Baku Baku Skład                                | Baku Baku Skład              |
| CNE       | poza zespołem        | poza zespołem                                   | poza zespołem                                              | poza zespołem                  | Baku Baku Skład                           | Baku Baku Skład         | Baku Baku Skład                  | Baku Baku Skład                                | Baku Baku Skład              |
| DJ Bart   | poza zespołem        | poza zespołem                                   | poza zespołem                                              | poza zespołem                  | Baku Baku Skład                           | Baku Baku Skład         | Baku Baku Skład                  | Baku Baku Skład                                | Baku Baku Skład              |
| Gutek     | poza zespołem        | poza zespołem                                   | poza zespołem                                              | poza zespołem                  | Baku Baku Skład                           | Baku Baku Skład         | Baku Baku Skład                  | Baku Baku Skład                                | Baku Baku Skład              |

## Dyskografia

### Albumy
| Księga Tajemnicza. Prolog   | - Data: 10 listopada 1996 - Wydawca: S.P. Records - Format: CD, CC, winyl, digital download, streaming   | 1            | - POL: 100 tys.+  |                        |
| W 63 Minuty Dookoła Świata  | - Data: 2 marca 1998 - Wydawca: S.P. Records - Format: CD, CC, winyl, digital download, streaming        | 6            | - POL: 100 tys. + | - POL: złota płyta     |
| 3:44                        | - Data: 2 września 2000 - Wydawca: S.P. Records - Format: CD, CC, winyl, digital download, streaming     | 3 (reedycja) | - POL: 40 tys.+   |                        |
| Ułamek tarcia               | - Data: 13 lutego 2016 - Wydawca: Mystic Production - Format: CD, CC, winyl, digital download, streaming | 1            | - POL: 30 tys.+   | - POL: platynowa płyta |
| „–” album nie był notowany. | |              |                   |                        |

### Dema
| Tytuł                 | Dane dot. albumu | Uwagi                       |
| --------------------- | ---------------- | --------------------------- |
| Young Rappers '92     | Data: 1992       | Wydane przez Young Rappers. |
| Triangle of the Truth | - Data: ok. 1992 | Wydane jako Trójkąt Prawdy. |
| Usłysz Nasze Demo     | - Data: 1994     |                             |
| Demo 1995r.           | - Data: 1995     |                             |

### Single
| „Magia i Miecz”              | 1996 | –  | – | – | –  | –  | Księga Tajemnicza. Prolog  |
| „Film”                       | 1997 | 28 | 4 | 9 | –  | –  | W 63 minuty dookoła świata |
| „Konfrontacje/Rutyny”        | 2000 | 28 | 1 | 7 | –  | –  | 3:44                       |
| „Nieodwracalne Zmiany”       | 2016 | 7  | – | – | –  | 2  | Ułamek tarcia              |
| „(Why Is It) Fresh”          | 2016 | 37 | – | – | 19 | 10 | Ułamek tarcia              |
| „404”                        | 2018 | 16 | 4 | – | –  | 32 | REset                      |
| „Czarny Śląsk”               | 2023 | –  | – | – | –  | –  | –                          |
| „TEN STYL, TEN RAP”          | 2024 | –  | – | – | –  | –  | –                          |
| „–” singel nie był notowany. |      |    |   |   |    |    |                            |

#### Inne notowane utwory
| „+ i –”                      | 1996 | 5  | 28 | –  | Księga Tajemnicza. Prolog  |
| „Moja Obawa (Bądź a klęknę)” | 1997 | 12 | –  | –  | Księga Tajemnicza. Prolog  |
| „Może Tak, Może Nie”         | 1998 | 5  | –  | –  | W 63 minuty dookoła świata |
| „Historia”                   | 2016 | –  | –  | 34 | Ułamek tarcia              |
| „–” utwór nie był notowany.  |      |    |    |    |                            |

### Inne
| Album                                                                         | Rok  | Utwór                                                        | Źródło  |
| ----------------------------------------------------------------------------- | ---- | ------------------------------------------------------------ | ------- |
| S.P. (kompilacja S.P. Records)                                                | 1996 | Kaliber 44 – „Do boju Zakon Marii”                           | [ 132 ] |
| Hip-Hopla (kompilacja S.P. Records)                                           | 1997 | Kaliber 44 – „Może Tak, Może Nie”                            | [ 133 ] |
| Wzgórze Ya-Pa 3 – Centrum                                                     | 1997 | „Język Polski” (gościnnie: Kaliber 44, Jajonasz, Radoskór)   | [ 134 ] |
| DJ 600V – Produkcja hip-hop                                                   | 1998 | „Ja Się Wcale Nie Chwalę” (gościnnie: Kaliber 44)            | [ 52 ]  |
| Thinkadelic – Lek                                                             | 1998 | „Ja Jadę” (gościnnie: Kaliber 44)                            | [ 53 ]  |
| Klan CD#15 (kompilacja Klanu)                                                 | 2000 | Kaliber 44, LL Cool J, F.F.O.D., Wyclef Jean – „Intro”       | [ 135 ] |
| IGS – Ekspedycje                                                              | 2000 | „Szał Baj Najt” (gościnnie: Kaliber 44)                      | [ 73 ]  |
| Polski Hip Hop 2 (kompilacja Warner Music)                                    | 2001 | Kaliber 44 – „Normalnie o Tej Porze”                         | [ 136 ] |
| Hip Hop 2001 (kompilacja Klanu)                                               | 2001 | Kaliber 44 – „Baku Baku To Jest Skład”                       | [ 137 ] |
| Polski Hiphop Numer 05 (kompilacja Pik Sp z.o.o.)                             | 2003 | IGS, Kaliber 44 – „Szał Baj Najt”                            | [ 138 ] |
| Polski Rap: Prawdziwa Historia – Suplement 01 – Teledyski (kompilacja Ślizgu) | 2004 | Kaliber 44 – „+ i –” (teledysk)                              | [ 139 ] |
| Rapoperacja Max Volume (kompilacja S.P. Records)                              | 2005 | Kaliber 44 – „Bierz Mój Miecz i Masz”                        | [ 140 ] |
| DJ 600V – Na bitach 600V – historia polskiego hip hopu                        | 2006 | „Ja Się Wcale Nie Chwalę” (gościnnie: Kaliber 44)            | [ 141 ] |
| Road Hip-Hop Classic 2008 (kompilacja TerrorMuzik)                            | 2008 | DJ 600V, Kaliber 44 – „Ja Się Wcale Nie Chwalę”              | [ 142 ] |
| Hip-Hop Monsters (kompilacja Magic Records)                                   | 2011 | Kaliber 44 – „Konfrontacje”                                  | [ 143 ] |
| dwa zero – Cypher Keeps Movin' (kompilacja Dwa Zero Produkcja)                | 2012 | DJ 600V, Kaliber 44 – „Ja Się Wcale Nie Chwalę”              | [ 144 ] |
| DJ 600V – Klasyk Mixtape: Prolog                                              | 2016 | „Ja Się Wcale Nie Chwalę” (gościnnie: Kaliber 44)            | [ 145 ] |
| Mystic Production 20-lecie (kompilacja Mystic Production)                     | 2016 | Kaliber 44 – „Nieodwracalne Zmiany”                          | [ 146 ] |
| Pokahontaz – REset                                                            | 2017 | „404” (gościnnie: Kaliber 44)                                | [ 147 ] |
| Sto lat ZAiKS (kompilacja ZAiKS-u i Warner Music Polska)                      | 2018 | Kaliber 44 – „Historia”                                      | [ 148 ] |
| Miejska Muzyka Prezentuje: A Pamiętasz Jak? 97 - 02 (kompilacja Pomaton Emi)  | 2018 | Thinkadelic, Kaliber 44 – „Ja Jadę”                          | [ 149 ] |
| The Best Of 30 lat SP Records (kompilacja S.P. Records)                       | 2019 | Kaliber 44 – „+ i –” oraz „Normalnie o Tej Porze”            | [ 150 ] |
| Dzikie Rapsy I Mix Tape (kompilacja Tupting)                                  | 2019 | Kaliber 44 – „Gruby Czarny Kot” oraz „Normalnie o Tej Porze” | [ 151 ] |
| Cały ten rap (kompilacja Sony Music)                                          | 2024 | DJ 600V, Kaliber 44 – „Ja Się Wcale Nie Chwalę”              | [ 152 ] |

## Wideografia

### Teledyski
| Tytuł                                                             | Rok  | Reżyseria                           | Album                      |
| ----------------------------------------------------------------- | ---- | ----------------------------------- | -------------------------- |
| „Magia i miecz”                                                   | 1996 | Sławomir Pietrzak                   | Księga Tajemnicza. Prolog  |
| „+ i –”                                                           | 1996 | Sławomir Pietrzak                   | Księga Tajemnicza. Prolog  |
| „Film”                                                            | 1998 | –                                   | W 63 minuty dookoła świata |
| „Wyżej I Wyżej” (gościnny występ w teledysku zespołu Thinkadelic) | 1998 | –                                   | Lek                        |
| „Normalnie o tej porze”                                           | 2000 | Robert Skulski, Remigiusz Przełożny | 3:44                       |
| „Konfrontacje”                                                    | 2000 | –                                   | 3:44                       |
| „Nieodwracalne zmiany”                                            | 2016 | Kopruch / Przedmarańcza             | Ułamek tarcia              |
| „Fresh”                                                           | 2016 | Marcin Gwarda                       | Ułamek tarcia              |
| „Razowy” (gościnnie: Gutek)                                       | 2016 | Michał Jagiełło                     | Ułamek tarcia              |
| „Rok podniesionych w górę rąk”                                    | 2017 | Bartosz Połeć                       | Ułamek tarcia              |
| „404” (oraz Pokahontaz)                                           | 2018 | Kopruch / Przedmarańcza             | REset                      |
| „Czarny Śląsk” (gościnnie: Grubson, Fokus, Rahim)                 | 2023 | Kopruch / Przedmarańcza             | –                          |
| „TEN STYL, TEN RAP” (gościnnie: Molesta Ewenement)                | 2024 | Igor Procajło                       | –                          |

### Inne
| Rok  | Tytuł                         | Uwagi                                                                            | Źródło  |
| ---- | ----------------------------- | -------------------------------------------------------------------------------- | ------- |
| 1995 | „Kielce – Czyli Polski Bronx” | film dokumentalny, reżyseria: Bogna Świątkowska, Marek Lamprecht                 | [ 158 ] |
| 1998 | „Poniedziałek”                | film fabularny, obsada aktorska, reżyseria: Witold Adamek                        | [ 62 ]  |
| 1999 | „Kaliber 44”                  | krótkometrażowy film dokumentalny, reżyseria: Aneta Chwalba, Michał Bebło        | [ 11 ]  |
| 2000 | „Że życie ma sens”            | polski niezależny film dramatyczny, reżyseria: Grzegorz Lipiec (muzyka)          | [ 159 ] |
| 2000 | „Młoda Polska”                | seria dokumentalna, reżyseria: Krzysztof Visconti (muzyka)                       | [ 160 ] |
| 2000 | „Mówią Bloki, Człowieku”      | film dokumentalny, reżyseria: Joanna Rechnio, produkcja: MTV                     | [ 161 ] |
| 2001 | „Blorkersi”                   | film dokumentalny, reżyseria: Sylwester Latkowski                                | [ 162 ] |
| 2001 | „Cześć Tereska”               | film psychologiczny, reżyseria: Robert Gliński (muzyka)                          | [ 163 ] |
| 2001 | „Mówią Bloki, Człowieku 2”    | film dokumentalny, reżyseria: Joanna Rechnio, produkcja: MTV                     | [ 164 ] |
| 2004 | „Rap Kanciapa”                | program telewizyjny typu talk-show                                               | [ 165 ] |
| 2012 | „Jesteś Bogiem”               | polski dramat filmowy, reżyseria: Leszek Dawid (muzyka, wykonanie)               | [ 166 ] |
| 2016 | „Kuba Wojewódzki”             | program telewizyjny typu talk-show, S27E04                                       | [ 167 ] |
| 2021 | „Rojst ’97”                   | polski serial sensacyjno-kryminalny, reżyseria: Jan Holoubek (muzyka, wykonanie) | [ 168 ] |
| 2023 | „Dzień dobry TVN”             | poranny magazyn emitowany na antenie TVN                                         | [ 169 ] |
| 2024 | „Piep*zyć Mickiewicza”        | film obyczajowy, reżyseria: Sara Bustamante-Drozdek (muzyka)                     | [ 170 ] |
| 2025 | „Pytanie na śniadanie”        | polski magazyn poranny emitowany na antenie TVP2, TVP Polonia, TVP Wilno         | [ 171 ] |

## Nagrody i wyróżnienia
| Rok  | Nagroda          | Kategoria                                                    | Uwagi     | Źródło  |
| ---- | ---------------- | ------------------------------------------------------------ | --------- | ------- |
| 1995 | Festiwal Odjazdy | Najlepszy Zespół                                             | Nominacja | [ 172 ] |
| 1996 | Fryderyk         | Album roku – muzyka alternatywna (Księga Tajemnicza. Prolog) | Nominacja | [ 173 ] |
| 1996 | Fryderyk         | Fonograficzny debiut roku (Księga Tajemnicza. Prolog)        | Nominacja | [ 173 ] |
| 1997 | Festiwal Odjazdy | Najlepszy Zespół                                             | Nominacja | [ 174 ] |
| 1998 | Brum             | Album Miesiąca (W 63 minuty dookoła świata)                  | Nagroda   | [ 175 ] |
| 1998 | Fryderyk         | Album Roku – Rap / Hip-Hop (W 63 minuty dookoła świata)      | Nominacja | [ 176 ] |
| 2000 | Fryderyk         | Album Roku – Rap / Hip-Hop (3:44)                            | Nagroda   | [ 177 ] |
| 2001 | Yach Film        | Inna energia („Normalnie o tej porze”)                       | Nominacja | [ 72 ]  |
| 2017 | Fryderyk         | Album Roku – Hip-Hop (Ułamek tarcia)                         | Nominacja | [ 178 ] |
| 2019 | Yach Film        | Scenariusz („404”) (wspólnie z Pokahontaz)                   | Nagroda   |         |
| 2019 | Popkillery       | Teledysk Roku („404”) (wspólnie z Pokahontaz)                | Nominacja | [ 179 ] |
| 2024 | Popkillery       | Kooperacja Roku („Czarny Śląsk”)                             | Nominacja | [ 180 ] |
| 2025 | Popkillery       | Kooperacja Roku („TEN STYL, TEN RAP”)                        | Nominacja | [ 181 ] |
| 2025 | Popkillery       | Singiel Roku („TEN STYL, TEN RAP”)                           | Nominacja | [ 182 ] |
| 2025 | Popkillery       | Grupa/Duet 35-lecia                                          | Nominacja | [ 183 ] |

- W plebiscycie branżowe magazynu Machina roku 2011 na najlepszego polskiego rapera znaleźli się wszyscy trzej MC Kalibra: Magik (8. miejsce), AbradAb (17. miejsce) i Joka (26. miejsce)[184].
- Analogiczna sytuacja miała w przypadku mającego miejsce rok później rankingu opiniotwórczego portalu Porcys. Najwyższe, piąte miejsce zajął Joka[184]. Magik uplasował się na miejscu jedenastym, a AbradAb na czternastym[184].
- W 2023 roku na gali organizowanej przez serwis Popkiller ogłoszono, że Magik zwyciężył w plebiscycie na Śląskiego rapera 30-lecia. Statuetkę odebrał jego syn[185]. Nominowany do niej był również AbradAb[186].
- W rankingu najlepszych polskich albumów XX wieku serwisu Porcys Księga Tajemnicza. Prolog uplasowała się na sześćdziesiątym siódmym miejscu, a W 63 minuty dookoła świata na osiemnastym[187][188]. Natomiast „Film” Porcys umieścił na dwudziestym czwartym miejscu zestawienia stu najlepszych singli XX wieku[189].
- Serwis Screenagers.pl w na swojej liście „Polskie Piosenki Wszech Czasów” umieścił trzy kompozycje K44: „+ i –” (pozycja 183), „Normalnie o tej porze” (pozycja 131) i „Film” (pozycja 99)[190][191][192].
- W zorganizowanym przez Open.fm opartym na głosach słuchaczy zestawieniu najlepszych utworów polskiego hip-hopu „+ i –” zajął piąte miejsce, „Normalnie o tej porze” piętnaste, „Film” czterdzieste pierwsze, „Konfrontacje” sześćdziesiąte siódme[193].

## Wystawy
| Rok  | Tytuł                               | Kurator                         | Miejsce         | Miasto   | Źródło  |
| ---- | ----------------------------------- | ------------------------------- | --------------- | -------- | ------- |
| 2013 | „Wystawa Wielkiego Kalibru”         | Michał Marten, Sebastian Filiks | Ul. Mariacka 10 | Katowice | [ 194 ] |
| 2019 | „Zajawka. Śląski Hip-Hop 1993-2003” | Szymon Kobylarz                 | Muzeum Śląskie  | Katowice | [ 195 ] |

## Odniesienia w kulturze
- Poznańska, działająca jeszcze wtedy w podziemiu artystycznym formacja Killaz Group motywowana niezadowoleniem z sukcesu Księgi Tajemniczej nagrała diss na K44 zatytułowany „Najebka na Kalibra”. Pozostał on bez odpowiedzi, tak więc nie rozpętał się beef. Po latach członkowie grupy przeprosili za nagranie utworu i przyznali, że był on „głupim pomysłem”[196].
- Utwór grupy Big Cyc „Koliber 66 (Zjeb od Doroty?)” z albumu Pierwsza komunia, drugie śniadanie, trzecia Rzeczpospolita stanowił parodię „+ i –” Kalibra[197].
- Członek kabaretu Limo Wojciech Tremiszewski (będący prywatnie słuchaczem Kalibra) również wykonał parodię „+ i –” w skeczu „Tłusty bigos”[198].
- Raperzy Floral Bugs i Opał zatytułowali swój wspólny album H4J4 w hołdzie dla Kalibra[199].
- Utwór „Normalnie o tej porze” K44 wykonany przez Wojciecha Gąssowskiego w aranżacji jazzowej znalazł się na albumie Albo Inaczej[200].
- Henryk Kasperczak wspominał, iż podczas wspólnej podróży Czesława Miłosza i Wisławy Szymborskiej, zaczęto dyskutować o Kalibrze 44, którego piosenki Miłosz miał lubić. Analizował on tekst „Filmu”[201].
- Podczas zwrotki Joki w utworze „Dziedzina” możemy doszukiwać się iż, jego zespół nie przyjął nagrody Fryderyka (1998), mimo ewentualnej wygranej[202].

„Hi-hi, ha-ha! To moja taktyka
Tak brzmi odpowiedź na pana Fryderyka
Nie łykam, nie dotykam, nie uznaję
Nie chcę, nie lubię, bo zgubię niebawem"